# Marinha de Guerra Angolana
La Marina militare dell'Angola, in portoghese Marinha de Guerra Angolana, è l'attuale componente navale delle forze armate dello Stato africano dell'Angola.
Nonostante la notevole estensione costiera dell'Angola, la Marina angolana è la componente più piccola e meno equipaggiata delle Forças Armadas Angolanas: creata con l'assistenza di Unione Sovietica e Cuba negli anni della guerra fredda, la Marina angolana sui è poi rivolta ai cantieri del Blocco occidentale per rimodernare la sua flotta, ma nonostante programmi di nuove acquisizioni portati a termine negli anni 2010 rimane una realtà piuttosto piccola, equipaggiata solo di unità per il pattugliamento costiero e la sorveglianza della sua zona economica esclusiva.

## Storia

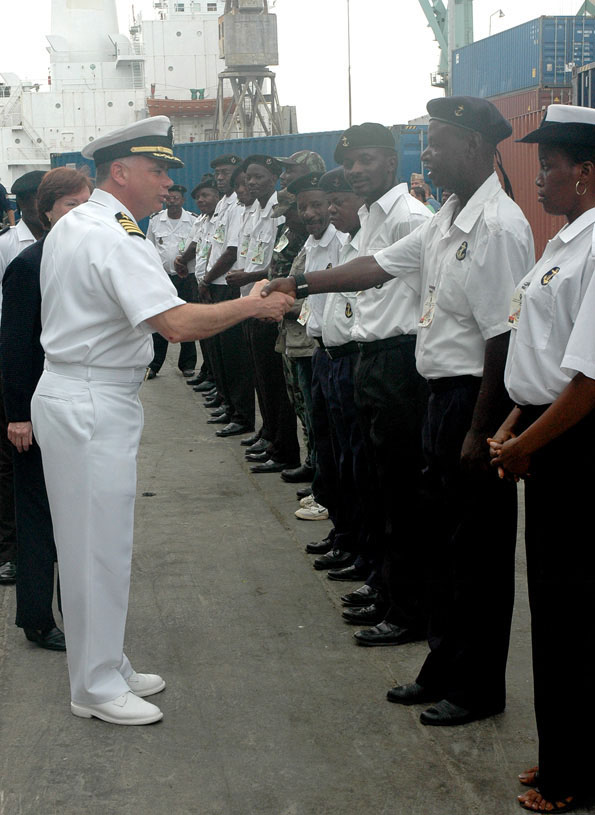
Il capitano John Nowell, comandante del Destroyer Squadron Six Zero della United States Navy, passa in rassegna uno schieramento di marinai angolani durante una visita a Luanda nel 2007

A lungo colonia del Portogallo come Africa Occidentale Portoghese, l'Angola ottenne l'indipendenza l'11 novembre 1975 al termine di un lungo e sanguinoso conflitto per l'indipendenza proseguito per quasi quindici anni; l'indipendenza non portò alla sperata pace, visto che le varie fazioni indipendentiste iniziarono ben presto ad affrontarsi armi alla mano per assicurarsi il controllo del nascente Stato. La guerra civile angolana infuriò con alterne vicende e intensità variabile dal 1975 al 2002: l'insediarsi a Luanda del governo di stampo marxista del Movimento Popolare di Liberazione dell'Angola (MPLA) portò all'intervento nel conflitto del Sudafrica dell'apartheid, in appoggio ai ribelli dell'Unione Nazionale per l'Indipendenza Totale dell'Angola (UNITA); conseguentemente, Unione Sovietica e Cuba fornirono equipaggiamento e assistenza militare al governo angolano, consolidando la creazione delle locali forze armate.
Vista l'esigenza di rafforzare primariamente le forze terrestri e aeree impegnate nel conflitto con l'UNITA e le truppe sudafricane, la componente navale delle Forças Armadas Angolanas fu a lungo trascurata, nonostante il paese disponesse di una linea costiera affacciata sull'Atlantico meridionale lunga 1650 chilometri con una zona economica esclusiva di 611000 km², ricca di giacimenti petroliferi offshore e aree dedicate alla pesca. La Marina angolana celebra come sua data di fondazione il 10 luglio 1976, quando gli istruttori militari forniti da Cuba portarono a termine il primo corso di formazione per specialisti navali angolani presso la base navale di Luanda; già all'indomani dell'indipendenza, tuttavia, gli insorti dell'MPLA si erano impossessati di un certo numero di unità navali leggere abbandonate nei porti dell'Angola dalle forze armate portoghesi: otto pattugliatori costieri, una decina di motovedette, un'unità anfibia e altre imbarcazioni minori di uso locale. Questo naviglio, pur in parte inefficiente, costituì la base di partenza per la creazione della Marina angolana.
L'assistenza militare sovietica all'Angola negli anni 1970 e 1980 interessò anche la negletta Marina angolana, che ebbe modo di dotarsi di unità più prestanti sotto il profilo bellico pur senza andare oltre i limiti di una piccola forza navale costiera; le forniture sovietiche più importanti riguardarono la cessione di sei motocannoniere missilistiche della classe Osa (equipaggiate con una batteria di missili antinave P-15), sei motosiluranti della classe Shershen, due dragamine della classe Yevgenya e tre navi da sbarco della classe Polnocny, oltre a motovedette e naviglio ausiliario. I sovietici curarono anche l'ammodernamento delle infrastrutture logistiche navali lasciate dai portoghesi a Luanda, Lobito e Moçâmedes.
La dissoluzione dell'Unione Sovietica nel 1991 obbligò l'Angola a cercare nuovi fornitori militari presso il Blocco occidentale, anche se il perdurare del conflitto civile con i ribelli dell'UNITA (pur rimasti privi del supporto sudafricano, cessato nel 1989) portò all'accantonamento di programmi di acquisizione di naviglio particolarmente innovativi; le unità navali cedute dall'Unione Sovietica furono in gran parte ritirate dal servizio attivo negli anni 1990, venendo rimpiazzate da quattro pattugliatori classe Mandume di costruzione spagnola e otto motovedette acquistate in Francia e Stati Uniti d'America. La fine della guerra civile nel 2002 e l'aumento delle rendite petrolifere generate dai giacimenti angolani portarono a una notevole crescita economica del paese; alla luce della maggiore disponibilità di risorse economiche furono formulati piani di potenziamento della componente navale militare anche piuttosto ambiziosi, comprendenti l'ipotesi di acquisto della dismessa portaeromobili spagnola Príncipe de Asturias o dell'italiana Giuseppe Garibaldi. Questi piani rimasero completamente lettera morta, e la Marina angolana dovette accontentarsi di un molto più modesto programma di nuove acquisizioni effettuato negli anni 2015-2019, comprendente l'acquisto di ulteriori pattugliatori costieri, motovedette e guardacoste.
I pattugliatori e le motovedette acquistate negli anni 90 sono ancora in servizio, ma sono stati affiancati dalle nuove acquisizioni del programma navale degli anni 2010: quattro pattugliatori classe Super Dvora Mk III israeliani e tre guardacoste tipo HSI 32 di costruzione francese; sono stati siglati contratti con la Francia per l'acquisto di un pattugliatore d'altura capace di imbarcare un elicottero e un secondo pattugliatore di impiego costiero.
Nel 2023 è stato firmato un contratto con il cantiere emiratino ADSB per la fornitura di tre corvette BR71 MkII, di progettazione CMN, simili alle unità della classe Baynunah. 

## Struttura
Con quartier generale situato nella capitale Luanda, lo stato maggiore della Marinha de Guerra Angolana controlla una direzione dei servizi amministrativi (Órgãos Direcção e Administração), una direzione dei servizi operativi (Órgãos de Direcção Operativa), il comando delle unità operative (Unidades de Subordinação Central) e il comando degli istituti di formazione del personale (Estabelecimentos de Ensino), oltre ai comandi di due regioni navali preposti all'amministrazione militare di una porzione della costa nazionale: la Região Naval Norte con competenza sulle province di Cabinda, dello Zaíre, del Bengo e di Luanda, e la Região Naval Sul con competenza sulle province di Cuanza Sud, di Benguela e di Namibe.
Al 2022 la Marinha de Guerra Angolana conta circa 1000 effettivi in armi, un netto calo rispetto ai 4200 in servizio all'inizio degli anni 1990. Oltre al personale navale, la Marina controlla una ridotta componente di truppe terrestri, costituita da una brigata di fanteria di marina (Forças de Fuzileiros Navais) forte di circa 700 effettivi con una piccola componente corazzata, una compagnia di polizia navale e una sezione di forze speciali; a questa si aggiungono anche tre compagnie di sorveglianza costiera dotate di sistemi radar e di telecomunicazione. Il Portogallo fornisce addestramento al personale tramite una missione di assistenza tecnica.
La Marina equipaggia con il proprio personale anche le unità navali del Servizio guardapesca, dipendente amministrativamente dal Ministero dell'agricoltura e della pesca: il servizio è stato interamente riequipaggiato negli anni 2010 di unità di nuova costruzione, comprendenti i due pattugliatori d'altura classe Ngola Kiluange e la nave multiruolo Baia Farta costruiti dalla ditta olandese Damen Group, sei guardacoste e una decina di motovedette classe Aresa PVC-170 spagnole e classe Namacurra sudafricane.